# Homalanthus populneus
Homalanthus populneus är en törelväxtart som först beskrevs av Eduard Ferdinand Geiseler, och fick sitt nu gällande namn av Ferdinand Albin Pax. Homalanthus populneus ingår i släktet Homalanthus och familjen törelväxter. Inga underarter finns listade i Catalogue of Life.